# Liste der Kulturdenkmale in Niedergebra
Die Liste der Kulturdenkmale in Niedergebra umfasst die als Ensembles, Straßenzüge und Einzeldenkmale erfassten Kulturdenkmale in der thüringischen Gemeinde Niedergebra. Erfüllende Gemeinde für Niedergebra ist die Stadt Bleicherode.
Die Angaben in der Liste ersetzen nicht die rechtsverbindliche Auskunft der zuständigen Denkmalschutzbehörde.

## Legende
- Bild: zeigt ein Bild des Kulturdenkmals und gegebenenfalls einen Link zu weiteren Fotos des Kulturdenkmals im Medienarchiv Wikimedia Commons
- Bezeichnung: Name, Bezeichnung oder die Art des Kulturdenkmals
- Lage: Wenn vorhanden Straßenname und Hausnummer des Kulturdenkmals; Grundsortierung der Liste erfolgt nach dieser Adresse. Der Link Karte führt zu verschiedenen Kartendarstellungen und nennt die Koordinaten des Kulturdenkmals.
 Kartenansicht, um Koordinaten zu setzen – in dieser Kartenansicht sind Kulturdenkmale ohne Koordinaten mit einem roten bzw. orangen Marker dargestellt und können in der Karte gesetzt werden. Kulturdenkmale ohne Bild sind mit einem blauen bzw. roten Marker gekennzeichnet, Kulturdenkmale mit Bild mit einem grünen bzw. orangen Marker.
- Datierung: gibt das Jahr der Fertigstellung beziehungsweise das Datum der Erstnennung oder den Zeitraum der Errichtung an
- Beschreibung: bauliche und geschichtliche Einzelheiten des Kulturdenkmals, vorzugsweise die Denkmaleigenschaften
- ID: Die ID identifiziert das Kulturdenkmal eindeutig. In Thüringen sind aktuell keine IDs veröffentlicht. In der ID-Spalte kann sich auch folgendes Icon  befinden, dies führt zu Angaben zu diesem Kulturdenkmal bei Wikidata.

## Niedergebra
| Bild                           | Bezeichnung                                | Lage                                  | Datierung | Beschreibung                                                                 | ID |
| ------------------------------ | ------------------------------------------ | ------------------------------------- | --------- | ---------------------------------------------------------------------------- | -- |
| weitere Bilder Fotos hochladen | Evangelisch-lutherische Kirche St. Nicolai | Kirchweg 29 (Karte)                   |           | St.-Nicolai-Kirche samt künstlerischer Ausstattung, Kirchhof und Einfriedung |    |
| weitere Bilder Fotos hochladen | Bauernhaus                                 | Hauptstraße 40 (Karte)                |           | Bauernhaus                                                                   |    |
| Fotos hochladen                | Bauernhaus                                 | Hauptstraße 41 (Karte)                |           | Bauernhaus                                                                   |    |
| Fotos hochladen                | Bauernhaus                                 | Hauptstraße 45 (Karte)                |           | Bauernhaus und Hofpforte                                                     |    |
| weitere Bilder Fotos hochladen | Bauernhaus                                 | Hauptstraße 48 (Karte)                |           | Bauernhaus                                                                   |    |
| weitere Bilder Fotos hochladen | Pfarrhaus                                  | Hauptstraße 80 (Karte)                |           | Pfarrhaus, ehemalige Schule                                                  |    |
| weitere Bilder Fotos hochladen | Bauernhaus                                 | Hauptstraße 81 (Karte)                |           | Bauernhaus                                                                   |    |
| weitere Bilder Fotos hochladen | Hofanlage                                  | Hauptstraße 82 (Karte)                |           | Gehöft                                                                       |    |
| weitere Bilder Fotos hochladen | ehemalige Dorfschmiede                     | Hauptstraße 116 (Karte)               |           | ehemalige Dorfschmiede samt Wohnhaus                                         |    |
| Fotos hochladen                | Wohnhaus                                   | Krummer Ellenbogen 94 (Karte)         |           | Wohnhaus                                                                     |    |
| weitere Bilder Fotos hochladen | Wohnhaus                                   | Schäfereigasse 55 (Karte)             |           | Wohnhaus                                                                     |    |
| weitere Bilder Fotos hochladen | Schloss                                    | Schäfereigasse 62 (Karte)             |           | Wasserschloss samt Nebengebäude                                              |    |
| Fotos hochladen                | Apostelbrücke                              | nordöstlich des Dorfes (Karte)        |           | Apostelbrücke                                                                |    |
| Fotos hochladen                | Meilensteinobelisk                         | L 3080, Halle-Kasseler-Straße (Karte) |           | Meilensteinobelisk                                                           |    |